# 관성묘 (전주)
관성묘(關聖廟)은 대한민국 전북특별자치도 전주시에 있는, 관우 장군을 무신(武神)으로 받들어 제사 지내는 곳이다. 1984년 4월 1일 전북특별자치도의 문화재자료 제5호로 지정되었다.

## 개요
이 사당은 ｢삼국지｣로 우리에게 낯익은 관우 장군을 무신(武神)으로 받들어 제사 지내는 곳으로, ｢주왕묘(周王廟)｣ 또는 ｢관제묘(關帝廟)｣라고도 부른다. 우리 나라에서 관우를 신봉하는 신당이 널리 전파된 것은, 임진왜란 때 명나라 장군 진인이 서울의 남묘에 관우를 조각한 신상을 안치한 데서 비롯된다. 전주의 관성묘는 고종 32년(1895) 전라도 관찰사 김성근(金聲根)과 남고산성을 책임지던 무관 이신문(李信文)이 제안하여 각 지역 유지의 도움을 받아 건립했다. 사당 안에는 관우의 상이 있고, 그 양쪽 벽에는 ｢삼국지연의｣의 내용을 그린 벽화가 있다. 관우의 신성을 믿는 사람들은 매년 초 이곳을 찾아 한 해의 행운을 점치기도 한다.

## 참고 자료
- 관성묘 - 국가유산청 국가유산포털